# 钱信忠
钱信忠（1911年12月30日—2009年12月31日），男，江苏宝山人，曾任中华人民共和国卫生部部长（1965年至1973年以及1979年至1982年）、国家计划生育委员会主任（1982年 - 1983年）。

## 生平
1926年考入同济大学，学习德文和工艺。
1928年起，于同济大学附属宝隆医院学习医学，对秘密在宝隆医院治疗的陈赓、程子华给予了照顾。
1932年，钱信忠投奔红军，找到河口县苏维埃政府，分配到陂孝北红军医院工作。10月，钱信忠从陂孝北红军医院调到鄂豫皖苏区总医院，负责重伤治疗组的工作。
1933年，调到鄂东苏区重伤医院工作。12月，成立红25军医院，钱信忠任院长。
1935年，经徐海东等人介绍加入中国共产党。成立红15军团时，钱信忠任军团卫生部部长。
1937年，任129师军医处长（后称卫生部长）。1940年12月，129师卫生部和八路军总部野战卫生部合并，仍称野战卫生部，任部长。1945年，任晋冀鲁豫军区卫生部部长。
1951年，赴苏联第一医学院留学。
1955年，被授予中國人民解放軍少将军衔。1956年回国，任总后勤部卫生部副部长兼军事医学科学院院长。
1957年，任中华人民共和国卫生部副部长。1965年，任卫生部部长，文革期间遭受迫害。1973年，恢复工作，主持五省防治疟疾的联防工作。1979年，重新担任衛生部部长。

### 计划生育
文革之前，他就以抓计划生育著称。1979年4月，他重新担任卫生部部长，国务院计划生育领导小组办公室由卫生部代管。
1979年6月，他根据人口增长率降低的目标提出“要求一对育龄夫妇只生一个孩子”。1981年3月，国家计划生育委员会成立，他任第一副主任、党组副书记，1982年5月至1983年12月任主任、党组书记。他任职期间，提出“一胎上环，二胎绝育”。1983年1月，他在河北省视察工作时说：
中央提出计划生育要采取得力措施，所谓得力措施就是一胎上环，二胎绝育，这样搞它二三年就可能好一些。结扎问题，我也和中央的几位老同志商量过，薄一波同志很同意。我把结扎情况和前十八年、后十八年的算账情况向紫阳同志汇报，他基本上同意了。所以，我就通报各省，要开展搞结扎绝育手术。六十年代我在上海搞了四十万结扎手术，后来那里的工作一直很主动。四川省什邡县二胎以上结扎100%，一胎也结扎30%，那里的工作就非常主动。不结扎，光突击补救，县委书记忙死也不行。
1981年3月，国家计划生育委员会成立，钱信忠任第一副主任。1982年5月，任国家计划生育委员会主任，1983年12月免职。
跟据卫生部门统计，1983年放置宫内节育器（上环）1776万例，结扎输卵管1640万人，结扎输精管426万人，人工流产1437万例，高于其他所有年份。其中，1983年结扎输卵管（女性绝育）手术人数达1981年的10倍多。
但其激进的做法也引起其他官员的批评，“有的地方出现过用野蛮的办法，抄家、封门、砸锅、扒房子、毁坏庄稼、牵走牲畜，破坏群众的基本生产资料和生活资料，甚至围村突击，拉人游街、变相监禁群众、株连亲属、乡邻等”（王伟1984年2月讲话），“有些地方矛盾激化，出了人命”（郝建秀1984年3月讲话）。万里在1984年3月全国计划生育主任会议上呼吁：“强迫结扎，不能那么做。那个做法太脱离群众，是违犯党的政策的。”
1983年9月，获联合国颁发“人口奖”，英迪拉·甘地也同时获颁发。